# Легендаріум Анжу

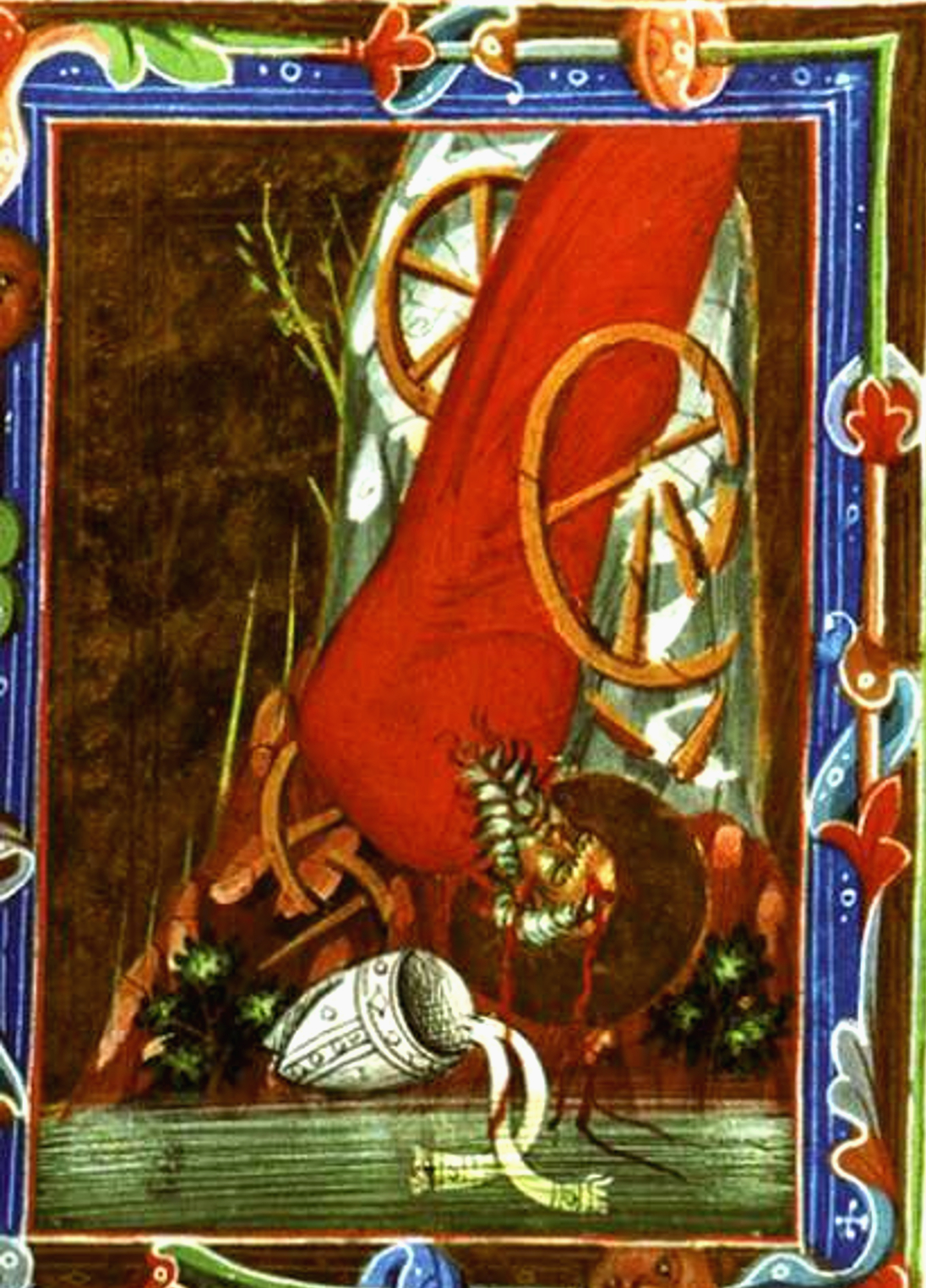
Мученицька смерть Геллерта Угорського.

Анжуйський легендарій — готичний ілюстрований рукопис, що містить історію життя святих угорської гілки дому Анжу. Був створений з нагоди подорожі Карла Роберта і його сина Андрія в Неаполь у 1330 році.
Легендарій був ілюстрованою книгою для дітей, малюнки в якій супроводжувалися коротким описом. Художники, що працювали в стилі треченто, були привезені з Болоньї.
Частини рукопису в наші дні можна знайти в бібліотеці Ватикану, бібліотеці Моргана і Ермітажі. Середньовічний легендарій, що складається більш, ніж з 140 сторінок, містить сцени з життя Ісуса Христа, угорського священика Геллерта Угорського, принца Емерика Угорського, короля Ласло I, польського священика Станіслава Щепановського, Франциска Ассізького, Георгія Побідоносця та інших легендарних християн.